# Villa Morosini (Lusia)
Villa Morosini è stata un edificio storico situato a Lusia, in provincia di Rovigo.
Già fortificazione medievale, venne trasformata in villa veneta durante la Repubblica di Venezia. Distrutta durante la seconda guerra mondiale, rimangono oggi solo un'elegante torre merlata pendente e una colombaia.

## Storia

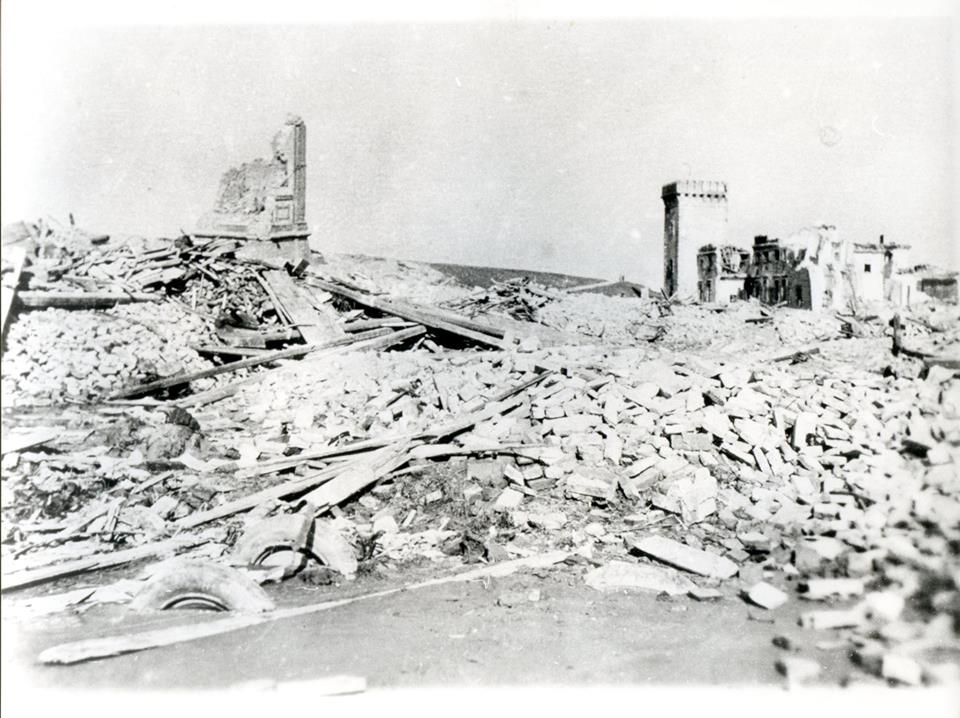
Macerie dopo il bombardamento di Lusia del 20 aprile 1945

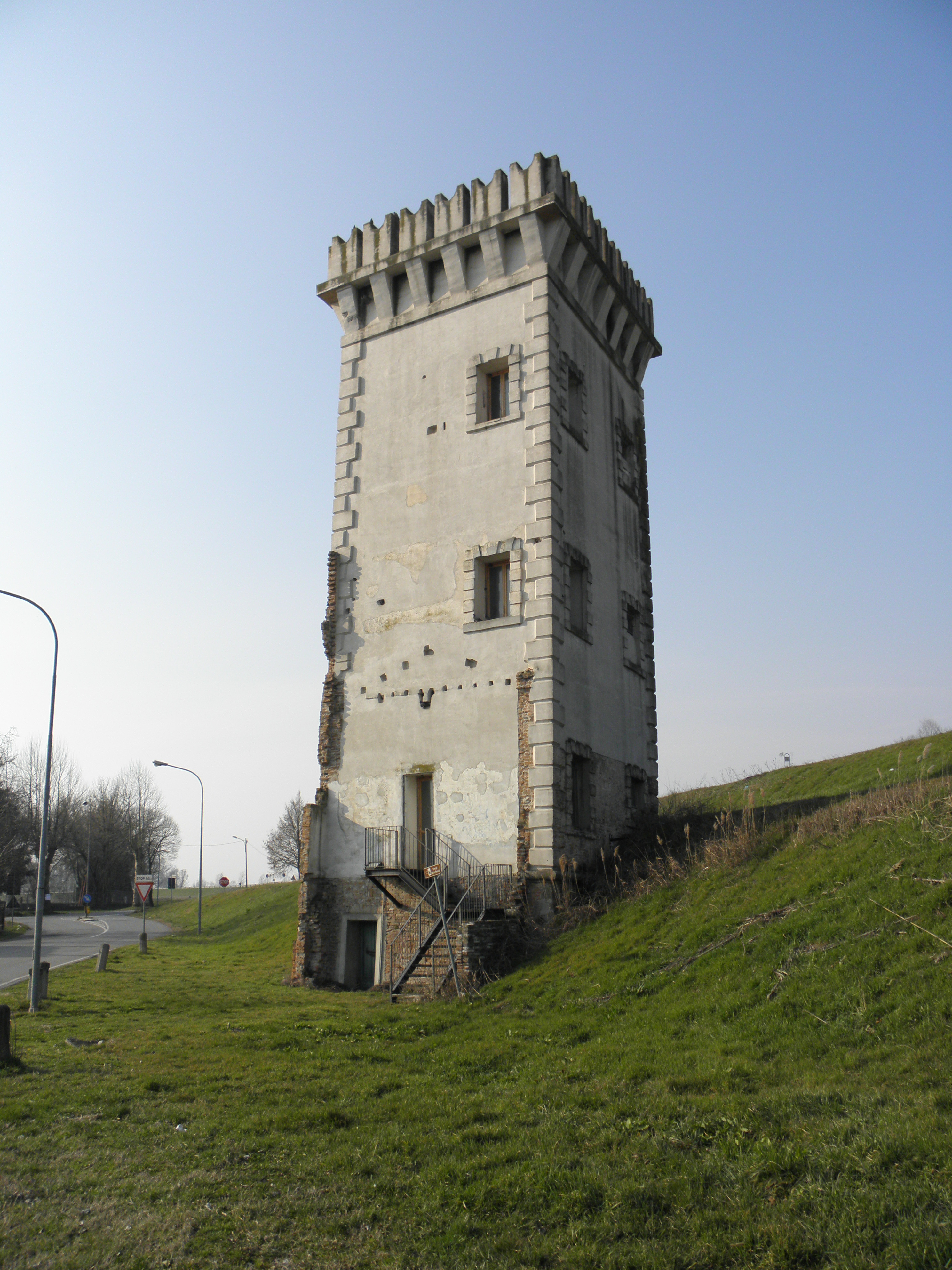
La torre di Villa Morosini nel 2011

Nel XII secolo gli Estensi costruirono il castello di Lusia, forse sui resti di una precedente fortificazione di epoca romana.
Durante il dominio della Repubblica di Venezia iniziato nel XVI secolo, il territorio di Lusia non fu teatro di eventi bellici, cosicché il suo castello perse la propria funzione militare. L'edificio, composto da due corpi di fabbrica affrontati, è raffigurato in una mappa del 1564 presso la Scuola Grande di San Rocco a Venezia.
Nel XVII secolo il castello fu acquistato dalla famiglia patrizia veneziana dei Morosini, che ne fece la propria casa di villeggiatura, caratterizzata da "un casamento, seu un palazzo da patron, murato, solarato, cupato, con colombara, stalla et corte murata et cupola, horto et forno". Il doge Francesco Morosini fece poi ampliare la villa verso la metà dello stesso secolo, realizzando due corti circondate da mura, l'edificio padronale con a fianco due torri merlate nel lato settentrionale, una costruzione centrale, e un casamento porticato con due colombaie agli angoli meridionali.
Nel 1889 la villa fu acquistata dalla famiglia Oliva, che a sua volta la vendette nel 1935 all'amministrazione comunale: dopo essere stata restaurata, divenne sede del municipio e delle scuole elementari. Nel 1942 vi venne istituita la prima centrale ortofrutticola.
Alla fine della seconda guerra mondiale, durante la ritirata dei tedeschi, la città di Lusia fu quasi completamente rasa al suolo da un bombardamento lanciato dagli aerei alleati il 20 aprile 1945 per distruggere il ponte sul fiume Adige. I resti della villa vennero demoliti durante il soccorso delle vittime, mentre si salvarono la torre nordorientale e la colombaia.

## Torre Morosini
La torre Morosini rimase abitata fino al 1983 e fu poi restaurata dall'amministrazione comunale.
Realizzata in muratura a base quadrangolare, la torre è alta 22 metri e ha una pendenza di 53 cm. Comprende tre piani fuori terra, collegati fra loro da una scala a chiocciola con 128 gradini in marmo; la sommità è caratterizzata da un'elegante merlatura in terracotta e bugnature decorative sui fianchi e sulle finestre. Ancora visibili le giunzioni della torre con le antiche costruzioni andate perdute.